# Вербицкий, Михаил Сергеевич
Михаи́л (Миша) Серге́евич Верби́цкий (род. 20 июня 1969, Москва) — российский математик, публицист, блогер, музыкальный издатель и дизайнер.

## Биография
Родился в Москве 20 июня 1969 года.
Учился в математическом классе средней школы № 57 г. Москвы. В 1990 году учился на мехмате МГУ им. М. В. Ломоносова.
К концу 1980-х годов относятся первые научные результаты Вербицкого: он изучал алгебраическую структуру кольца когомологий компактного гиперкэлерова многообразия, независимо от Богомолова пытался дать доказательство теоремы Богомолова о разложении.
В 1990 и 1991 году посещал занятия в Массачусетском технологическом институте. В 1995 году окончил аспирантуру Гарвардского университета со степенью PhD по математике. Защищал диссертацию под руководством Давида Каждана, тема диссертации — «Когомологии компактных гиперкэлеровых многообразий».
В 1996 и 1997 годах сотрудничал с Институтом перспективных исследований в Принстоне, позже был членом EPDI. В 1999 году была напечатана книга «Hyperkaehler manifolds», написанная Вербицким в соавторстве с Дмитрием Калединым. В 2003—2010 годах был сотрудником Института теоретической и экспериментальной физики, в 2002—2007 работал в университете Глазго.
С 1996 года преподаёт в Независимом Московском университете, а с 2010 года — на факультете математики НИУ ВШЭ. С 2008 года он также работает в Токийском университете.
После возвращения в Россию был некоторое время близок к Национал-большевистской партии (НБП) Эдуарда Лимонова, отошёл от неё в 1998 году. Сам себя определяет как коммуниста, анархиста и сатаниста. Публиковался в газетах «Завтра», «Лимонка», в сетевом «Русском журнале».

Обложка альбома «В мертвецкой» группы «Кооператив Ништяк» (дизайнер Миша Вербицкий)

В 1998 году Вербицким (совместно с Калединым) был основан независимый музыкальный лейбл «UR-REALIST», на котором публиковалась экспериментальная и разноплановая музыка. «Ур-Реалистом» издано более 40 альбомов, в том числе групп «Кооператив Ништяк», «Гражданская оборона» и «Рада и Терновник», а также таких исполнителей как Олег Медведев и Ганс Зиверс. Вербицкому удалось сохранить для истории авторские исполнения песен Евгения Головина (которые, однако, он официально не издавал). Вербицкий был дизайнером обложек многих альбомов, издаваемых «Ур-Реалистом», в частности «25 Джонов Леннонов» и «В мертвецкой» (исключение составляют, к примеру, обложки «Инструкции по выживанию», которые придумывал её лидер Роман Неумоев). Лейбл фактически приостановил свою деятельность, когда любопытные его создателям музыканты получили возможность распространять своё творчество в Интернете.
Редактор сетевого журнала «:LENIN:».
В 2002 написал книгу об интеллектуальной собственности с позиций антикопирайта.
С марта 2001 года Вербицкий вёл блог в LiveJournal, выступал против злоупотреблений его Abuse Team, произвольно удалявшей дневники. Его собственный дневник был удалён в 2005 году. В 2006 году Вербицкий стал одним из создателей альтернативной русской службы ведения блогов LJ.Rossia.org («тифаретника»), технически представляющей собою модификацию тогдашней версии LiveJournal, в которой цензурные возможности администрации существенно урезаны (фактически, преследуется только спам). Это вызвало блокировку ресурса Роскомнадзором в 2013 году (временно отменённую, но окончательную с 2014 года).
Приглашенный лектор на Международном конгрессе математиков в Сеуле (2014). С 2015 по 2016 годы преподавал в бельгийском Свободном университете Брюсселя. C 2017 года профессор Института чистой и прикладной математики (Рио-де-Жанейро). 
В ноябре 2024 г. против математика, публично осудившего вторжение России в Украину и призывавшего к ударам по территории России, было возбуждено уголовное дело о призывах к терроризму. В январе 2025 года Росфинмониторинг внёс Вербицкого в перечень террористов и экстремистов.

## Научные работы
Основная область деятельности — дифференциальная и алгебраическая геометрия, особенно геометрия гиперкэлеровых и локально конформно кэлеровых многообразий.

### Гиперкэлерова геометрия

#### Обобщение троек Лефшеца для гиперкэлеровых многообразий
Один из краеугольных камней геометрии кэлеровых многообразий — существование действия алгебры Ли {\displaystyle {\mathfrak {sl}}(2,\mathbb {C} )} на когомологиях компактного кэлерова многообразия (заданного оператором Лефшеца {\displaystyle L\colon \alpha \mapsto \alpha \wedge \omega } умножения на кэлеров класс, его двойственным {\displaystyle \Lambda =\star L\star ^{-1}} и их коммутатора, оператора Вейля). Вербицкий изучил алгебру, порождённую умножениями на кэлеровы классы трёх кэлеровых форм. Эта алгебра изоморфна {\displaystyle {\mathfrak {so}}(4,1)} (результат получен в 1988 году, когда Вербицкому было 19 лет). В более поздних работах им было найдено действие алгебры {\displaystyle {\mathfrak {so}}(4,b_{2}(X)-2)}. С помощью этого действия Вербицкий доказал аналог глобальной теоремы Торелли для гиперкэлеровых многообразий и гиперкэлеров случай зеркальной симметрии.

#### Трианалитические подмногообразия гиперкэлеровых многообразий
Гиперкэлеровы многообразия имеют три комплексные структуры (всевозможные линейные комбинации задают семейство совместных с гиперкэлеровой метрикой комплексных структур, параметризуемое сферой Римана {\displaystyle \mathbb {C} \mathrm {P} ^{1}}). Подмногообразие, являющееся аналитическим в одной комплексной структуре, может быть вполне вещественным в другой (например, такова всякая кривая на K3-поверхности, простейшем гиперкэлеровом многообразии). Вербицкий изучил трианалитические подмногообразия, то есть подмногообразия, являющиеся аналитическими во всех комплексных структурах, совместных с гиперкэлеровой метрикой. Такие подмногообразия гораздо более жёстки, нежели комплексные подмногообразия: так, всякий росток трианалитического подмногообразия в двумерном кватернионном пространстве {\displaystyle \mathbb {H} ^{2}} является областью в кватернионном линейном подпространстве (что является проявлением того элементарного факта, что всякая кватернионно голморфная функция является линейной).

#### Гиперголоморфные расслоения
Вербицкий приспособил обыкновенное в комплексной геометрии понятие голоморфного расслоения к гиперкомплексной геометрии: именно, эрмитово расслоение называется гиперголоморфным, если оно допускает связность, кривизна которой имеет ходжев тип (1,1) для любой совместной комплексной структуры. Неэрмитова версия этого понятия, изученная Вербицким совместно с Калединым, как ими было показано, в сущности эквивалентна голоморфной структуре на поднятии этого расслоения на твисторное пространство гиперкэлерова многообразия.

#### Другие изыскания, относящиеся к гиперкэлеровой геометрии
В сотрудничестве с Америк Вербицкий построил деформации гиперкэлеровых многообразий с большими значениями {\displaystyle b_{2}}, допускающие автоморфизмы бесконечного порядка, сохраняющие голоморфную симплектическую форму, и действующие на пространстве когомологий гиперболически или параболически. Также ими были получены результаты в духе гипотезы Моррисона — Каваматы о конусе, например описана геометрия действия группы классов отображений гиперкэлерова многообразия на его обильном конусе.
Вместе с Энтовым Вербицкий получил результаты о симплектических упаковках шаров в гиперкэлеровых многообразиях.

### Локально конформно кэлеровы многообразия
В серии совместных трудов с румынскими геометрами, в особенности Орнеа (который, кстати, также известен на родине не только в качестве математика — но и как театральный критик), Вербицкий впервые систематически исследовал класс локально конформно кэлеровых многообразий — то есть комплексных многообразий, универсальное накрытие которых допускает кэлерову метрику, на которой монодромия действует гомотетиями. Такие метрики существуют на многих интересных некэлеровых комплексных многообразиях, например поверхностях Хопфа, поверхностях Инуэ и многообразиях Ульеклауса — Томы. Ими были получены результаты о вложениях и подмногообразиях LCK-многообразий (обобщающие результаты Симы Вербицкой о кривых и поверхностях, лежащих на многообразиях Ульеклауса — Томы), а также о топологии LCK-многообразий некоторого специального класса.

### Многообразия с другими геометриями
Помимо гиперкэлеровых многообразий, Вербицкий изучал другие типы геометрических структур. Так, он исследовал HKT-многообразия, употребительные в математической физике (кватернионно-эрмитовы многообразия с условием {\displaystyle \partial \Omega =0}, более слабым, чем условие гиперкэлеровости), построив в случае тривиального канонического расслоения аналог {\displaystyle {\mathfrak {sl}}(2)}-действия на когомологиях. С его помощью было показано, что гиперкомплексное нильмногообразие, допускающее HKT-метрику, является абелевым.
Для {\displaystyle G_{2}}-многообразий, одного из сложнейших классических случаев многообразий неприводимой римановой голономии, Вербицкий построил твисторные пространства, кодирующие {\displaystyle G_{2}}-структуру исходного многообразия в своей КР-структуре. Тем самым он обобщил аналогичное явление, обнаруженное Лебрюном для трёхмерных римановых многообразий. Равно как в случае трёхмерных многообразий, эта структура позволила ввести на бесконечномерном пространстве узлов в {\displaystyle G_{2}}-многообразии формально интегрируемую почти комплексную структуру.
Также Вербицкому в соавторстве с Пановым и Устиновским принадлежат исследования о подмногообразиях момент-угол многообразий, а в соавторстве с Дюмаи и Кампаной — теорема о том, что трёхмерное кэлерово многообразие без нетривиальных подмногообразий есть тор. Вместе с Курносовым Вербицкий построил аналог формы Бовиля — Богомолова для некэлеровых голоморфно симплектических многообразий.

### Геометрический анализ и геометрическая теория меры
В совместных работах с Семёном Алескером Вербицкий исследовал кватернионные плюрисубгармонические функции, ими была поставлена кватернионная версия задачи Монжа — Ампера и получены априорные оценки её решений (играющие в HKT-геометрии роль, аналогичную оценкам на решения обычного уравнения Монжа — Ампера в комплексной геометрии). Совместно с Несимом Сибони Вербицкий показал, что иррациональный класс {\displaystyle \omega } на границе кэлерова конуса гиперкэлерова многообразия с условием {\displaystyle \int \omega ^{n}=0} представляется замкнутым положительным потоком единственным образом.

## Судебный иск Юрия Куклачёва
В ноябре 2009 года на Вербицкого подал иск народный артист Юрий Куклачёв, требуя убрать оскорбляющие его высказывания из блога на lj.rossia.org. Вербицкий, в частности, с использованием ненормативной лексики сообщил читателям, что, по слухам, Куклачёв использует электрошок при дрессировке кошек.
Свободу слова люди понимают как «свободу оскорбления». Получается, я могу подойти, плюнуть к вам в лицо, и сказать — я свободный человек!Юрий Куклачёв
Сам Вербицкий крайне негативно отреагировал на обращение Куклачёва в суд, сочтя эти действия попыткой установления цензуры в Интернете и ущемления свободы слова. По словам Вербицкого, Куклачёв потребовал от Дениса Яцутко убрать имя Куклачёва из опубликованного на сайте стихотворения. Яцутко требование выполнил, после чего Куклачёв, по словам Вербицкого, «рассылает судебные требования и повестки веером, совершенно не вдаваясь в содержание сайта».
В декабре 2009 года по просьбе истца и ответчика судебное заседание было отложено в надежде уладить конфликт во внесудебном порядке. В феврале 2010 года Нагатинский районный суд г. Москвы постановил взыскать с М. С. Вербицкого денежную компенсацию в размере сорока тысяч рублей в пользу Ю. Д. Куклачёва. Кассационная коллегия отклонила жалобу защиты Вербицкого, и решение Нагатинского суда вступило в силу.